# 206e division d'infanterie (Allemagne)
Pour les articles homonymes, voir 206e division.
La  206e division d'infanterie  (en allemand : 206. Infanterie-Division ou 206. ID) est une des divisions d'infanterie de la Wehrmacht durant la Seconde Guerre mondiale.

## Création
La 206. Infanterie-division est formée le 26 août 1939 à Insterburg dans le Wehrkreis I avec du personnel de la Landwehr en tant qu'élément de la 3. Welle (3e vague de mobilisation).
Elle est détruite sur le Front de l'Est à Vitebsk en juin 1944.

## Organisation

### Commandants
| Date                                 | Grade           | Commandant      |
| ------------------------------------ | --------------- | --------------- |
| 1er septembre 1939 - 10 juillet 1942 | Generalleutnant | Hugo Höfl       |
| 10 juillet 1942 - 13 juillet 1943    | Generalleutnant | Alfons Hitter   |
| 13 juillet 1943 - 14 septembre 1943  | Generalmajor    | Carl André (de) |
| 14 septembre 1943 - 28 juin 1944     | Generalleutnant | Alfons Hitter   |

### Officiers d'opérations (Generalstabsoffiziere (Ia))
| Date                            | Grade               | Commandant                      |
| ------------------------------- | ------------------- | ------------------------------- |
| 26 août 1939 - 28 décembre 1939 | Major i.G.          | Walter Nagel                    |
| 10 août 1940 - 1er mars 1942    | Oberstleutnant i.G. | Walter von Bogen und Schönstedt |
| 12 juillet 1942 - 10 mai 1944   | Oberstleutnant i.G. | Moritz Liebe                    |
| Mai 1944 - Juin 1944            | Major i.G.          | Axel Ribbentrop                 |

## Théâtres d'opérations
- Pologne : septembre 1939 - juin 1941
- Front de l'Est secteur Centre : juin 1941 - juin 1944
  - 1941 - 1942 : Opération Barbarossa
    - 22 octobre 1941 au 22 janvier 1942 : Bataille de Moscou

## Ordres de bataille
1939
- Infanterie-Regiment 301
- Infanterie-Regiment 312
- Infanterie-Regiment 413
- Artillerie-Regiment 206
  - I. Abteilung
  - II. Abteilung
  - III. Abteilung
  - IV. Abteilung
- Pionier-Bataillon 206
- Panzerabwehr-Abteilung 206
- Aufklärungs-Abteilung 206
- Infanterie-Divisions-Nachrichten-Abteilung 206
- Infanterie-Divisions-Nachschubführer 206

1943
- Grenadier-Regiment 301
- Grenadier-Regiment 312
- Grenadier-Regiment 413
- Füsilier-Bataillon 206
- Artillerie-Regiment 206
  - I. Abteilung
  - II. Abteilung
  - III. Abteilung
  - IV. Abteilung
- Pionier-Bataillon 206
- Panzerjäger-Abteilung 206
- Infanterie-Divisions-Nachrichten-Abteilung 206
- Infanterie-Divisions-Nachschubführer 206